# حكومة تركستان الشرقية في المنفى
حكومة تركستان الشرقية في المنفى (اختصارًا ETGE أو ETGIE)، رسميًا حكومة جمهورية تركستان الشرقية في المنفى، هي منظمة سياسية أسسها الإيغور والقزاق وشعوب أخرى من تركستان الشرقية (التي ضمتها الصين إلى أراضيها باسم سنجان) ومقرها في واشنطن العاصمة. تزعم منظمة ETGE أنها المنظمة الشرعية الوحيدة وحكومة برلمانية في المنفى تمثل تركستان الشرقية وشعبها على الساحة الدولية.
أُعلِن عن تشكيل الحكومة (ETGE) داخل الغرفة HC-6 في مبنى الكابيتول الأمريكي، على الرغم من أن الأراضي التي تطالب بها غير معترف بها من الولايات المتحدة. عارضت جمهورية الصين الشعبية بشدة حكومة تركستان الشرقية في المنفى منذ إنشائها في سبتمبر/أيلول 2004.
وقد وصف الباحثون حكومة ETGE بأنها منظمة إيغورية بارزة تدافع عن الأساليب التي تحركها دوافع دينية وإثنية.:5–7 :133تعد المنظمة واحدة من بين العديد من المجموعات الإيغورية التي تطالب بالاستقلال التام وخروج الصين من أراضيها، على النقيض من المنظمات الأخرى التي تدعو إلى المزيد من الحكم الذاتي والديمقراطية.:5:133وقد وُصفَت بأنها المنظمة الإيغورية الأكثر بروزًا خارج الاتحاد الإيغوري العالمي.:133

## التشكيل
تشكلت العديد من المنظمات الإيغورية التي تمثل الحركة الإيغورية في المنفى في جميع أنحاء العالم من ثمانينيات القرن العشرين إلى أوائل العقد الأول من القرن الحادي والعشرين، ولكنها كانت غير منظمة ومتفرقة.:4 في نيسان 2004، اندمجت منظمتان من هذا النوع، المؤتمر الوطني لشرق تركستان ومؤتمر الشباب الإيغور العالمي، لتشكيل مؤتمر الإيغور العالمي (WUC).:5:34:150
رفضت أقلية مؤيدة للاستقلال من المؤتمر الوطني لتركستان الشرقية الانضمام إلى الاندماج وأنشأت بدلًا من ذلك حكومة تركستان الشرقية في المنفى في واشنطن العاصمة في عام 2004. وقد بدأوا على هامش منظمات الشتات الإيغورية (بما في ذلك منظمة تحرير شرق تركستان وحركة تركستان الشرقية الإسلامية) التي تدعو إلى أشكال تسليحية من النضال الأيديولوجي وعلى النقيض من الأساليب الأكثر اعتدالًا التي يستخدمها مؤتمر الإيغور العالمي للتأثير على الحكومة الصينية من خلال أساليب غير السلاح.:5 على وجه الخصوص، رفضت حكومة تركستان الشرقية في المنفى الحكم الذاتي الذي طالب به مؤتمر الإيغور العالمي، ودعت بدلًا من ذلك إلى الاستقلال.
أُعلن رسميًا عن حكومة تركستان الشرقية في المنفى في 14 أيلول 2004، في الغرفة HC-6 في مبنى الكابيتول الأمريكي في واشنطن العاصمة، من أعضاء مجتمع تركستان الشرقية العالمي تحت قيادة أنور يوسف توراني. أحمد إيجامباردي، الذي كان رئيسًا سابقًا للمؤتمر الوطني الأول لتركستان الشرقية الذي تأسس في إسطنبول بتركيا عام 1992، انتخب المندوبون الحاضرون رئيسًا، وفاز توراني برئاسة الوزراء.
زعمت حكومة تركستان الشرقية في المنفى أنها الجهاز الوحيد لجمهورية تركستان الشرقية بعد أربعة أشهر فقط من تشكيل مؤتمر الإيغور العالمي، الأمر الذي هدد ادعاء مؤتمر الإيغور العالمي بأنه المنظمة التمثيلية الأعلى للإيغور وأدى إلى توترات فورية بين المجموعتين. :151أعرب أنصار مؤتمر الإيغور العالمي، الذين كانوا متشككين تجاه حكومة تركستان الشرقية في المنفى، عن مخاوفهم على لوحة إعلانات جمعية الإيغور الأمريكية، التابعة لمؤتمر الإيغور العالمي. وكتبوا بيانات تتهم أنور يوسف توراني بالعمل بناء على تعليمات الحكومة الصينية، وخاصة فيما يتصل باستراتيجية تقسيم المنظمات المعارضة.:151وفي وقت لاحق، أقال برلمان ETGE توراني في عام 2006 لانتهاكه الدستور.

## المناصب
وقد وصف بعض الباحثون حكومة تركستان الشرقية في المنفى بأنها واحدة من «المجموعات الإيغورية التي تدعو إلى أشكال متطرفة من النضال الأيديولوجي والمسلح بما في ذلك الأنشطة الإرهابية» بسبب تأييدها النضال المسلح.:5:133 كما أصبحت الحكومة مهمشة في السياسة الغربية ولكنها لا تزال توصف بأنها منظمة إيغورية بارزة على هامش حركة استقلال تركستان الشرقية.:5:133
اعتمادًا على مدى اتساع المنطقة المحددة التي يحددها متحدث معين، فإن تركستان الشرقية كانت تُدار جزئيًا على الأقل من جمهورية الصين الشعبية باعتبارها منطقة سنجان الإيغورية ذاتية الحكم، وهو الوضع الذي تعتبره حكومة ETGE احتلالًا عسكريًا غير شرعي. إن موقف حكومة تركستان الشرقية هو أن «تركستان الشرقية وشعبها لديهما تاريخ طويل من الاستقلال». لا تعتبر جماعة ETGE نفسها «انفصالية» لأنها تعتقد أنه «لا يمكنك الانفصال عن شيء لا تنتمي إليه». وترى موقف جمهورية الصين الشعبية أن دمج سنجان في جمهورية الصين الشعبية في عام 1949 كان «تحريرًا سلميًا»، وأن المنطقة «كانت جزءًا من الصين منذ فترة طويلة».
تصف حكومة تركستان الشرقية الإيغورية نفسها بأنها حكومة منفية برلمانية منتخبة ديمقراطيًّا تسعى إلى إنهاء احتلال الصين واستعمارها لتركستان الشرقية، التي تتداخل مع ما تسميه الصين منطقة سنجان الإيغورية ذاتية الحكم، وتسعى إلى استعادة استقلال تركستان الشرقية والتي ستتخذ شكل جمهورية برلمانية ديمقراطية مع حماية الحريات المدنية لجميع فئات الشعب في المنطقة. عقدت اللجنة التنفيذية للاتحاد الاقتصادي والتجاري تسع جمعيات عامة منذ إنشائها في أعوام 2004، 2006، 2008، 2009، 2011، 2013، 2015، 2019، و2023.[بحاجة لمصدر]

## القيادة

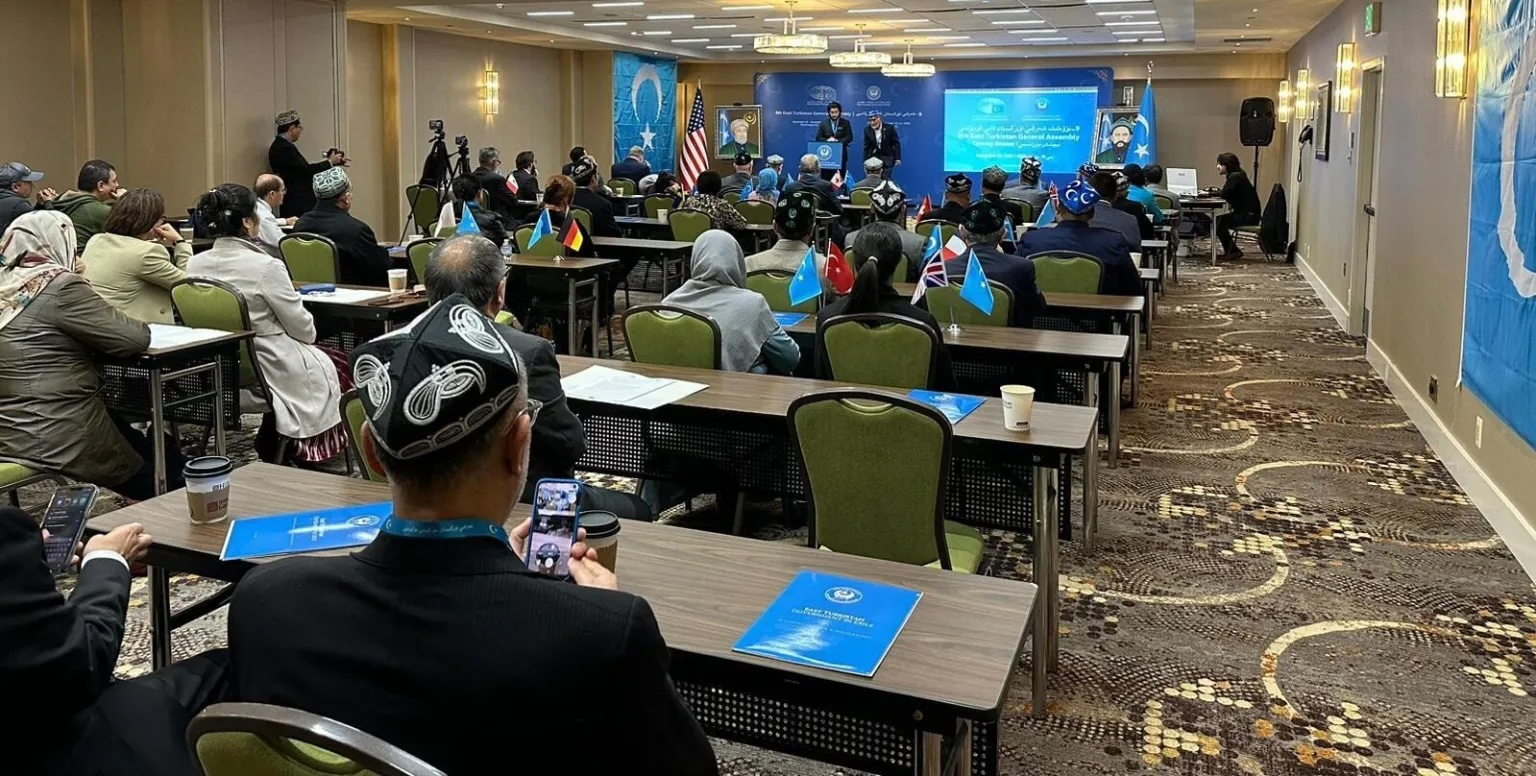
الجلسة الافتتاحية للجمعية العامة التاسعة لتركستان الشرقية في واشنطن العاصمة في 10 نوفمبر 2023

### القيادة الحكومية
وبما أن الحكومة في المنفى تتألف من ممثلين منتخبين من مجتمعات الشتات التركستاني الشرقي/الإيغوري في أكثر من 13 دولة، فإن قادتها يقيمون في عدد من البلدان. تولت القيادة الحالية منصبها في 12 تشرين الثاني 2023، بعد الانتخابات التي جرت في الجمعية العامة التاسعة لـ ETGE في واشنطن العاصمة
| موضع                                         | اسم                                | موقع                       |
| -------------------------------------------- | ---------------------------------- | -------------------------- |
| رئيس                                         | مامتيمين علاء                      | أستراليا                   |
| رئيس الوزراء                                 | عبد الله نور الإيغوري [الإنجليزية] | كندا                       |
| نائب الرئيس                                  | سايراجول ساوتباي [الإنجليزية]      | السويد                     |
| وزير الخارجية والأمن                         | صالح حديار [الإنجليزية]            | الولايات المتحدة الأمريكية |
| وزير الداخلية                                | شكر سامساك                         | السويد                     |
| المتحدث الرسمي (الإيغوري) وأمين مجلس الوزراء | بيرهات عبد الولي                   | النرويج                    |
| وزير المالية                                 | إبراهيم أمين                       | بلجيكا                     |
| وزير التربية والتعليم والشؤون الدينية        | عادل أبليميت                       | هولندا                     |
| وزير الإعلام والاتصالات                      | جورات أوبول                        | الولايات المتحدة الأمريكية |
| وزيرة الأسرة والمرأة والشباب وحقوق الإنسان   | غولفاريام توختييفا                 | كازاخستان                  |

### القيادة البرلمانية
البرلمان هو السلطة التشريعية للجمهورية التونسية. وبما أن برلمان الحكومة في المنفى يتألف من 60 عضواً يمثلون مجتمعات الشتات في 13 دولة، فإن قادته يقيمون في عدد من البلدان. تم الإعلان عن القيادة الحالية في 11 نوفمبر 2023، عقب الانتخابات التي جرت في الجمعية العامة التاسعة لـ ETGE في واشنطن العاصمة. ويتكون البرلمان أيضًا من ست لجان تساعد في الإشراف على الوزارات المختلفة للحكومة.
| موضع                                                         | اسم                 | موقع                       |
| ------------------------------------------------------------ | ------------------- | -------------------------- |
| رئيس مجلس النواب                                             | يارميميت باراتجان   | الولايات المتحدة الأمريكية |
| نائب رئيس مجلس النواب (الرئيس المشارك)                       | عبد الولي آدم       | تركيا                      |
| السكرتير البرلماني                                           | إيليجان إيميت       | بلجيكا                     |
| رئيس لجنة الشؤون الخارجية والقانونية                         | ميرقدير ميرزات      | فرنسا                      |
| رئيس لجنة الشتات والشؤون الداخلية                            | قربانجان حسام الدين | النرويج                    |
| رئيسة لجنة الاتصالات والإعلام والمعلومات                     | فاطمة غول تشاكان    | تركيا                      |
| رئيس لجنة الثقافة والتعليم والشؤون الدينية والبحث العلمي     | عبد الله خوجة       | فرنسا                      |
| الرئيس المشارك للجنة الثقافة والتعليم والشؤون الدينية والبحث | عبدالمطلب إبراهيم   | فرنسا                      |
| رئيسة لجنة الأسرة والمرأة والشباب وحقوق الإنسان              | أمانيسا مخلص        | الولايات المتحدة الأمريكية |

## القيادة السابقة

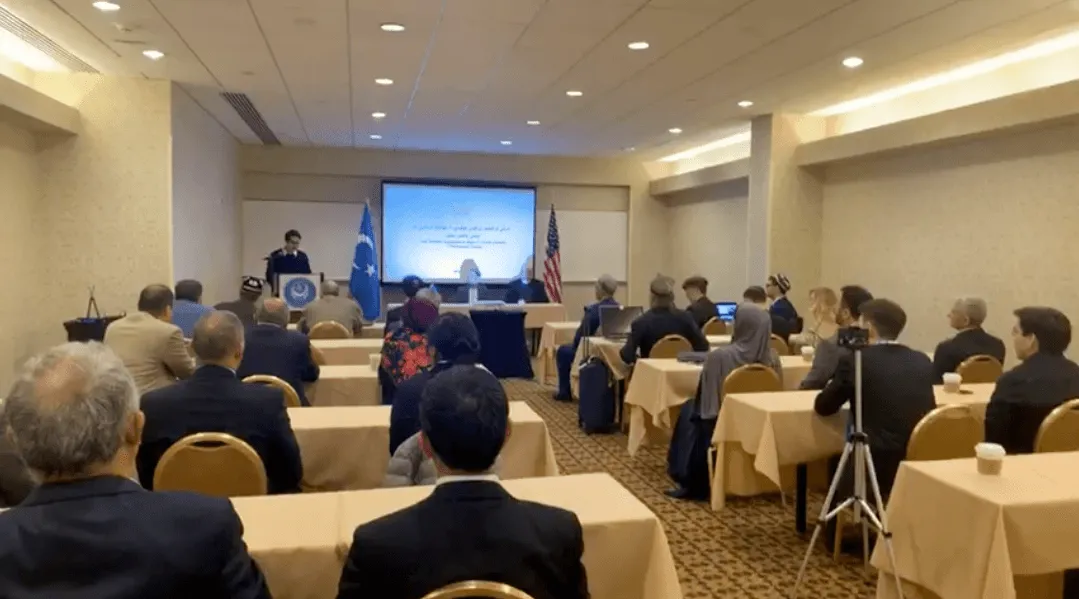
افتتاح الجمعية العامة الثامنة (ETGE) لـ 10 تشرين الثاني 2019

### 2019 – 2023
| موضع              | اسم                           | موقع                       |
| ----------------- | ----------------------------- | -------------------------- |
| رئيس              | غلام عثمان ياغما [الإنجليزية] | كندا                       |
| رئيس الوزراء      | صالح حديار [الإنجليزية]       | الولايات المتحدة الأمريكية |
| نائب رئيس الوزراء | ميرقدير ميرزات                | فرنسا                      |
| نائب الرئيس       | عبد الله نور                  | كندا                       |
| رئيس مجلس النواب  | عثمانجان تورسون               | ألمانيا                    |

### 2015 – 2019

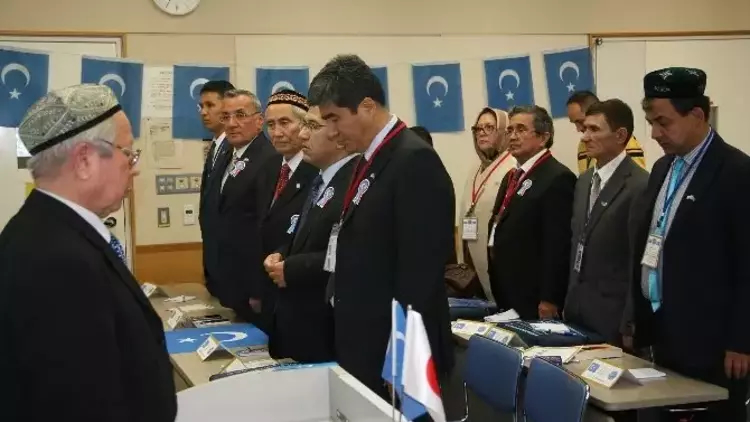
أعضاء حكومة تركستان الشرقية في المنفى يجتمعون في الجمعية العامة السابعة لتركستان الشرقية في طوكيو في 11 تشرين الثاني 2015

| موضع             | اسم                                                                            | موقع    |
| ---------------- | ------------------------------------------------------------------------------ | ------- |
| رئيس             | أحمد جان عثمان (عُزل في تشرين الأول 2018)                                       | كندا    |
| رئيس             | غلام عثمان ياغما [الإنجليزية] (بالتمثيل؛ تشرين الأول 2018 – تشرين الثاني 2019) | كندا    |
| رئيس الوزراء     | إسماعيل جنكيز (عُزل في نيسان 2019)                                              | تركيا   |
| رئيس الوزراء     | عبد الله نور (بالإنابة؛ نيسان 2019 – تشرين الثاني 2019)                        | كندا    |
| نائب الرئيس      | هيزيربك جيرت الله                                                              | تركيا   |
| رئيس مجلس النواب | كوريش أتاهان                                                                   | ألمانيا |

### 2009 – 2015
| موضع             | اسم                  | موقع     |
| ---------------- | -------------------- | -------- |
| رئيس             | أحمد إيجمبردي        | أستراليا |
| رئيس الوزراء     | إسماعيل جنكيز        | تركيا    |
| نائب الرئيس      | هيزيربك جيرت الله    | تركيا    |
| رئيس مجلس النواب | السلطان محمود كاشغري | تركيا    |

### 2006 – 2009

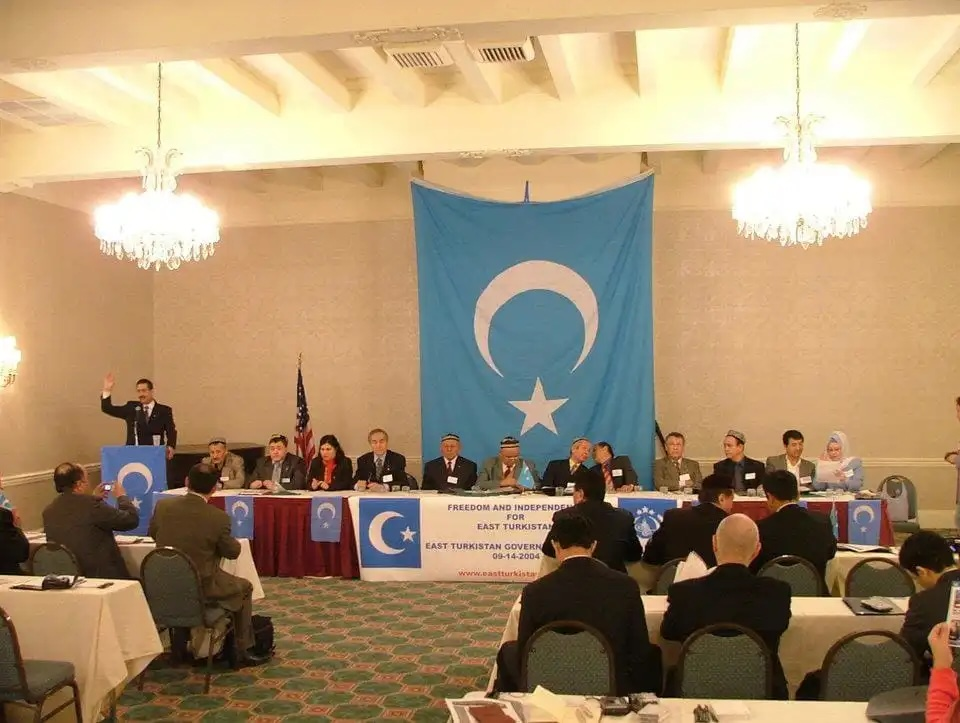
الإعلان الرسمي لحكومة تركستان الشرقية في المنفى، المنعقد في القاعة HC-6 في مبنى الكابيتول الأمريكي في 14 أيلول 2004

| موضع             | اسم                  | موقع     |
| ---------------- | -------------------- | -------- |
| رئيس             | أحمد إيجمبردي        | أستراليا |
| رئيس الوزراء     | داميان رحمت          | أستراليا |
| نائب الرئيس      | عبدولي جان           | تركيا    |
| رئيس مجلس النواب | السلطان محمود كاشغري | تركيا    |

### 2004 – 2006
| موضع             | اسم                                    | موقع                       |
| ---------------- | -------------------------------------- | -------------------------- |
| رئيس             | أحمد إيجمبردي                          | أستراليا                   |
| رئيس الوزراء     | أنور يوسف توراني (تم عزله في عام 2006) | الولايات المتحدة الأمريكية |
| رئيس الوزراء     | داميان رحمت (بالتمثيل)                 | أستراليا                   |
| نائب الرئيس      | عبدولي جان                             | تركيا                      |
| رئيس مجلس النواب | السلطان محمود كاشغري                   | تركيا                      |

## الأنشطة
في 14 تموز 2020، وقعت مجموعة ETGE على رسالة مشتركة من 64 عضوًا في البرلمان الكندي و 20 منظمة تحث رئيس الوزراء الكندي جاستن ترودو ونائبته كريستيا فريلاند ووزير الشؤون العالمية فرانسوا فيليب شامبين على فرض عقوبات على مسؤولي جمهورية الصين الشعبية وهونج كونج، تحديدًا المسؤولين بشكل مباشر عن الفظائع المتعلقة بحقوق الإنسان التي تحدث في التبت وتركستان الشرقية المحتلة (سنجان) وهونج كونج.
في 15 آب 2020، هنّأ صالح حديار [الإنجليزية]، رئيس وزراء جمهورية تركستان الشرقية، الهند بمناسبة عيد استقلالها الرابع والسبعين، وقال إن «عقودًا من الاحتلال الصيني المطول والإبادة الجماعية في تركستان الشرقية علمتنا أنه بدون الاستقلال لا توجد طريقة لضمان أو ضمان حتى أبسط حقوقنا الإنسانية وحرياتنا وبقائنا». وفي مظاهرة عامة، حث رئيس الوزراء صالح حديار [الإنجليزية] حكومة الولايات المتحدة والأمم المتحدة على «كسر صمتهما والوقوف في وجه الصين».
في 28 آب 2020، نظمت منظمة ETGE مظاهرة عالمية في أديلايد وطوكيو وفرانكفورت ولاهاي وباريس ومدينة نيويورك وواشنطن العاصمة وإدمونتون للاحتجاج على ما يزعمون أنه فظائع الصين ضد الإيغور وغيرهم من الشعوب التركية وحثت المجتمع الدولي على الاعتراف بالفظائع المزعومة باعتبارها إبادة جماعية مع الاعتراف أيضًا بـ «تركستان الشرقية دولةً محتلةً».

### قضية المحكمة الجنائية الدولية
في 6 تموز 2020، ذكرت صحيفة نيويورك تايمز وصحيفة وول ستريت جورنال أن حكومة تركستان الشرقية في المنفى وحركة الصحوة الوطنية لتركستان الشرقية قدمتا شكوى إلى المحكمة الجنائية الدولية، وحثتها على التحقيق مع مسؤولي جمهورية الصين الشعبية ومحاكمتهم بتهمة الإبادة الجماعية وغيرها من الجرائم ضد الإنسانية. وتُعد هذه الشكوى أول محاولة لاستخدام منتدى قانوني دولي لتحدي الصين بشأن مزاعم انتهاكات حقوق الإنسان الواسعة النطاق ضد الشعب التركي المسلم في تركستان الشرقية. صرح رئيس وزراء حكومة ETGE، صالح حديار [الإنجليزية]، لخدمة إذاعة آسيا الحرة الصينية قائلاً: «لقد تعرضنا لقمع شديد من الصين وحزبها الشيوعي لفترة طويلة، وعانينا كثيرًا لدرجة أنه لم يعد من الممكن تجاهل الإبادة الجماعية لشعبنا».
في 9 تموز 2020، فرضت الحكومة الأمريكية عقوبات على ثلاثة مسؤولين كبار من جمهورية الصين الشعبية، بمن فيهم أمين الحزب الشيوعي في سنجان تشين كوانغو [الإنجليزية] وتشو هايلون [الإنجليزية]، والذين كانوا من بين المسؤولين الثلاثين المذكورين في الشكوى المقدمة إلى المحكمة الجنائية الدولية. وقال رئيس وزراء حكومة ETGE صالح حديار لإذاعة آسيا الحرة إن حزب ETGE يرحب بالعقوبات وأن الإيغور يريدون العدالة الحقيقية. وذكر أنه ينبغي محاكمة مسؤولي جمهورية الصين الشعبية بتهمة انتهاك حقوق الإنسان أمام محكمة دولية، مستشهدًا بمثال محاكمات نورمبرغ لكبار مسؤولي الحزب النازي بعد الحرب العالمية الثانية.

### الاعتراف بانتهاكات الصين لحقوق الإنسان باعتبارها إبادة جماعية
كانت حركة الصحوة الوطنية في تركستان الشرقية وحكومة تركستان الشرقية في المنفى أول مجموعتين إيغوريتين تشيران إلى المراقبة الجماعية واحتجاز الصين لسكان سنجان/ تركستان الشرقية باعتبارها إبادة جماعية. وقد مارسوا ضغوطًا نشطة على الولايات المتحدة ودول أخرى لإعلان السياسات في سنجان بمثابة إبادة جماعية. نظمت حركتا ETGE وETNAM العديد من المظاهرات والمؤتمرات الصحفية وغيرها من الأحداث لحث العالم على الاعتراف بالإبادة الجماعية التي ارتكبتها الصين في تركستان الشرقية (سنجان). رفعت حركة الصحوة الوطنية في تركستان الشرقية وحكومة تركستان الشرقية في المنفى شكوى تحث المحكمة الجنائية الدولية على التحقيق مع المسؤولين الصينيين ومحاكمتهم بتهمة الإبادة الجماعية. كما نجحت منظمة ETGE في الضغط على مجلس الشيوخ الأمريكي لتقديم قرار بشأن الإبادة الجماعية وحثت الحكومة الأمريكية على الاعتراف بالإبادة الجماعية.
في 11 كانون الثاني 2021، أصدرت منظمة ETGE بيانًا صحفيًا حثت فيه إدارة ترامب الأولى على الاعتراف بإجراءات الصين ضد الإيغور وغيرهم من الشعوب التركية في تركستان الشرقية باعتبارها إبادة جماعية قبل 20 كانون الثاني 2021. في 19 كانون الثاني 2021، صنفت وزارة الخارجية الأمريكية رسميًا تصرفات الصين ضد الإيغور وغيرهم من الشعوب التركية على أنها إبادة جماعية. صرح صالح هوديار، رئيس وزراء حكومة تركستان الشرقية في المنفى، لصحيفة وول ستريت جورنال أن حكومة تركستان الشرقية كانت تسعى إلى هذا التصنيف لمدة عامين، وأن حكومة تركستان الشرقية تأمل أن يؤدي هذا التصنيف إلى اتخاذ إجراءات حقيقية وقوية لمحاسبة الصين وإنهاء الإبادة الجماعية التي ترتكبها الصين.
كما دعت منظمة ETGE وزارة العدل الأمريكية إلى سن المادة 1091 من القانون الأمريكي ومقاضاة الدبلوماسيين الصينيين، وتحديدًا السفير الصيني كوي تيانكاي، بتهمة الإبادة الجماعية. وحثت منظمة ETGE الدول على أن تحذو حذوها وتعترف بالإبادة الجماعية، كما حثت إدارة بايدن على اتباع نهج أكثر نشاطًا لحل قضية تركستان الشرقية من خلال الاعتراف بتركستان الشرقية دولةً محتلةً، ومقاطعة دورة الألعاب الأولمبية الشتوية لعام 2022 في بكين والاجتماع مع حكومة تركستان الشرقية في المنفى مثل اجتماع إدارة ترامب مع الحكومة التبتية في المنفى.

### الاعتراف بتركستان الشرقية
دعت حكومة تركستان الشرقية في المنفى الولايات المتحدة والحكومات والمنظمات الأخرى في جميع أنحاء العالم إلى الاعتراف بتركستان الشرقية دولةً محتلةً. كما تدين منظمة ETGE أيضًا استخدام المصطلح الصيني سنجان، لوصف موطنهم الذي كان ذا حضارة متمايزة عن الصين، ولعب دورًا مهمًّا في عصر الحضارة الإسلامية، خاصةً كاشغر (مثل أي دولة في آسيا الوسطى). في 20 شباط 2024، قادت منظمة الإيغور في أوروبا رسالة مشتركة من 61 منظمة إيغورية حول العالم موجهة إلى الكونجرس الأمريكي. وحثت الرسالة الكونجرس الأمريكي على تمرير قانون سياسة الإيغور، وتعيين منسق خاص لقضايا تركستان الشرقية، والاعتراف بتركستان الشرقية، فضلاً عن مقاومة محاولات الصين لمحو تركستان الشرقية وتراثها وعلاقاتها مع آسيا الوسطى والشرق الأوسط. ومن الجدير بالذكر أن توقيعات الجماعات المؤيدة للحكم الذاتي مثل مؤتمر الإيغور العالمي والمنظمات التابعة له كانت غائبة عن هذه الرسالة المشتركة.

### الاعتراف بالإبادة الجماعية الشركسية
في 18 أيار 2023، أعلنت حكومة تركستان الشرقية في المنفى اعترافها بالإبادة الجماعية الشركسية، وهم قومية مسلمة عاشت في القوقاز، وخشيَت من أن يحدث لهم نفس المصير بسبب ضعف الحضارة والدول الإسلامية.

## طالع أيضًا
- الحزب الإسلامي التركستاني
- حركة استقلال تركستان الشرقية
- حركة الصحوة الوطنية في تركستان الشرقية
- جمهورية تركستان الشرقية الأولى
- جمهورية تركستان الشرقية الثانية

## ملحوظات
1. ↑  Uyghur: شەرقىي تۈركىستان سۈرگۈندى ھۆكۈمىتى, رومنة: شرقيي تركستان سورجوندي هوكومتي
2. ↑  Uyghur: شەرقىي تۈركىستان جۇمھۇرىيىتى سۈرگۈندى ھۆكۈمىتى, رومنة: شرقيي تركستان جمهورييتي سورجوندي هوكومتي

## روابط خارجية
- الموقع الرسمي